# Nils Axelsson
Nils Axelsson (født 18. januar 1906, død 18. januar 1989) var en svensk fodboldspiller (forsvarer).
Axelsson spillede på klubplan hele 19 år for Helsingborgs IF i sin fødeby. Han var med til at vinde hele fem svenske mesterskaber og én pokaltitel med klubben.
Axelsson nåede desuden 23 kampe for Sveriges landshold, og repræsenterede sit land ved VM 1934 i Italien.

## Titler
Svensk mesterskab
- 1929, 1930, 1933, 1934 og 1941 med Helsingborg

Svenska Cupen
- 1941 med Helsingborg